# 혜주 (2001년)
혜주(본명: 손혜주, 孫慧舟, 2001년 11월 13일~)는 대한민국의 가수로, 걸 그룹 이달의 소녀, Loossemble의 멤버이다. 2018년 데뷔 이래 '올리비아 혜'라는 이름으로 활동하다가, 2023년 7월 5일 활동명을 '혜주'로 변경하였다.

## 경력
서울특별시 관악구 신림동에서 태어났다. 삼숭초등학교 졸업 후 삼숭중학교로 진학했으나 발곡중학교로 전학을 갔다. 이후 그 학교를 졸업한 후 의정부여자고등학교를 다니다가 성신여자고등학교로 전학을 갔다. 성신여고 재학 도중 자퇴를 선택했다. 
2018년에 블록베리 크리에이티브 연습생으로 입사했고, 입사 하루 만에 데뷔가 결정되었다. 같은 해 3월 17일 이달의 소녀 마지막(12번째) 멤버로 공개되었으며, '올리비아 혜'라는 활동명을 사용했다. 3월 30일 솔로 음반 《Olivia Hye》(올리비아 혜)가 발매되었다. 
2018년 5월 30일 이브, 츄, 고원과 함께 이달의 소녀의 유닛인 이달의 소녀 yyxy로 활동을 시작했으며, 2018년 8월 20일 미니 1집 《[+ +]》(플러스 플러스)를 발매하며 이달의 소녀 완전체로 공식적으로 활동을 시작했다.
2023년 7월 5일, 소속사를 씨티디이엔엠으로 변경하고 활동명을 '혜주'로 변경하였다.